# Onchocalanus cristatus
Onchocalanus cristatus är en kräftdjursart som först beskrevs av Wolfenden 1904.  Onchocalanus cristatus ingår i släktet Onchocalanus och familjen Phaennidae. Inga underarter finns listade i Catalogue of Life.